# Baranówko
Baranówko – wieś w Polsce położona w województwie wielkopolskim, w powiecie poznańskim, w gminie Mosina.
W latach 1975–1998 miejscowość administracyjnie należała do województwa poznańskiego.
Przez Baranówko przebiega czerwony szlak pieszy z Żabna do Drużyny.